# Canegrate
Canegrate is een gemeente in de Italiaanse metropolitane stad Milaan (regio Lombardije) en telt 12.059 inwoners (31-12-2004). De oppervlakte bedraagt 5,3 km², de bevolkingsdichtheid is 2362 inwoners per km².

## Demografie
Canegrate telt ongeveer 4730 huishoudens. Het aantal inwoners steeg in de periode 1991-2001 met 5,3% volgens cijfers uit de tienjaarlijkse volkstellingen van ISTAT.
| Jaar | Inwoneraantal |
| ---- | ------------- |
| 1991 | 11.213        |
| 2001 | 11.810        |

## Geografie
Canegrate grenst aan de volgende gemeenten: Legnano, San Vittore Olona, San Giorgio su Legnano, Parabiago, Busto Garolfo.

## Externe link

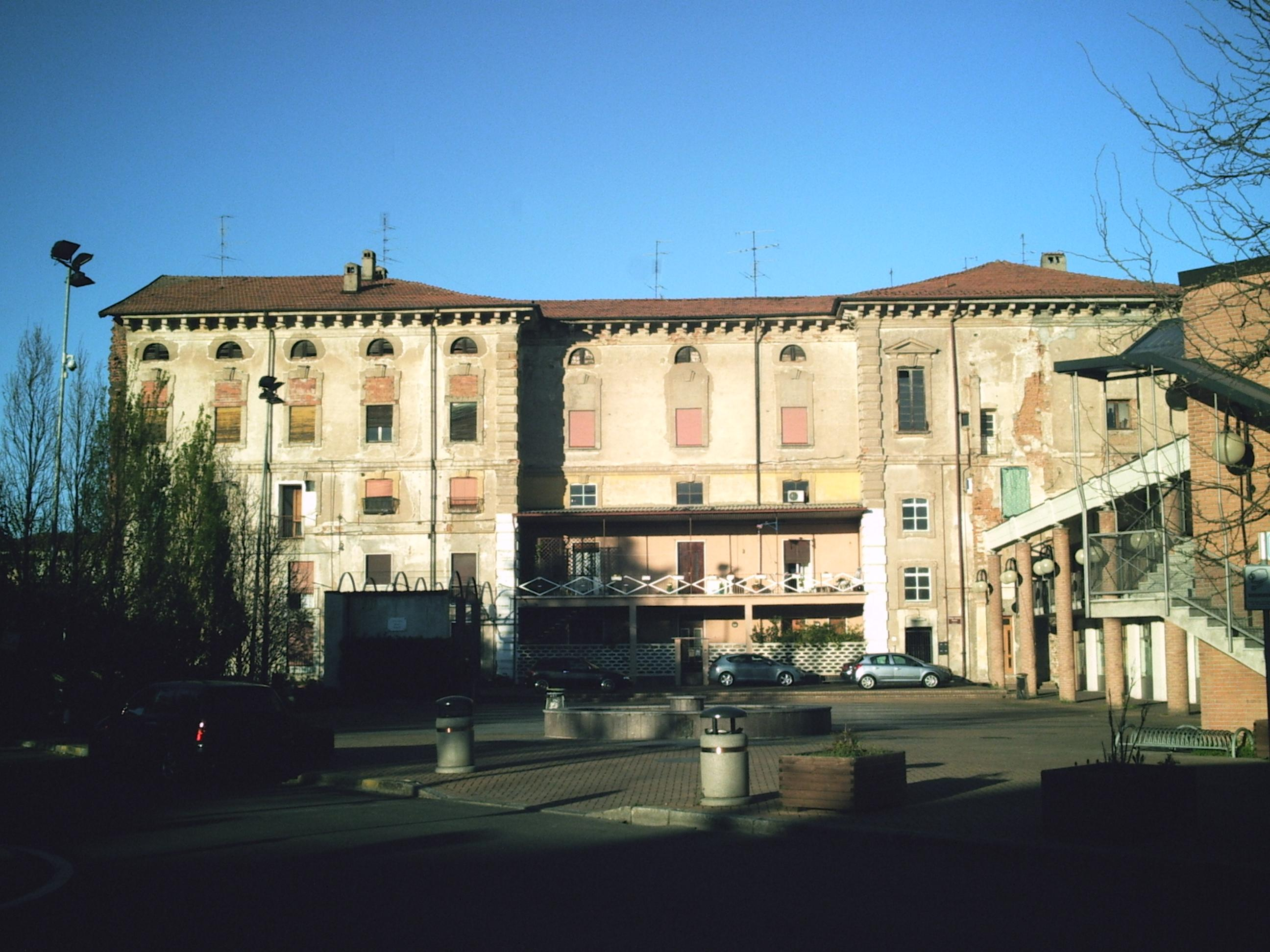
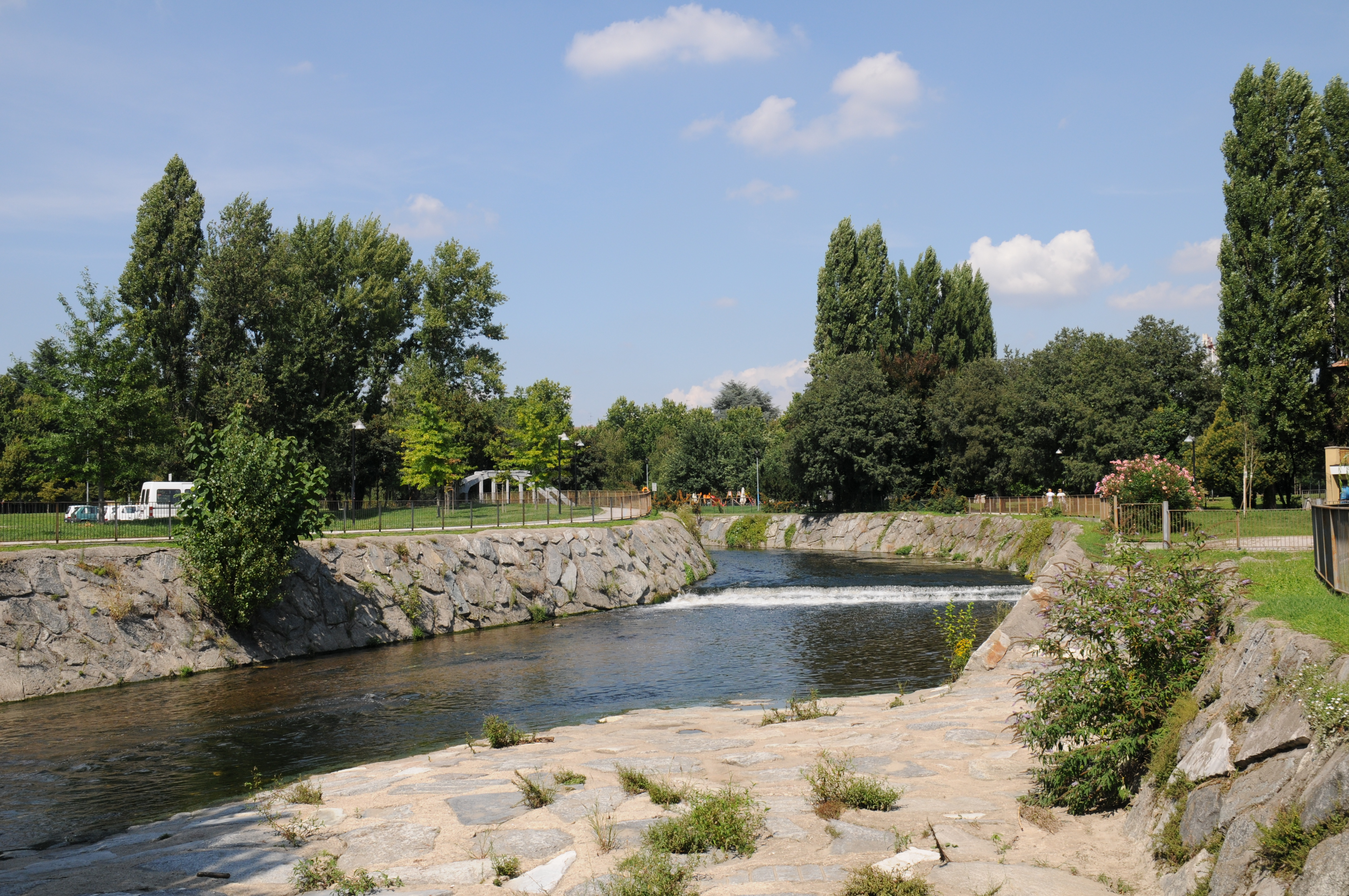
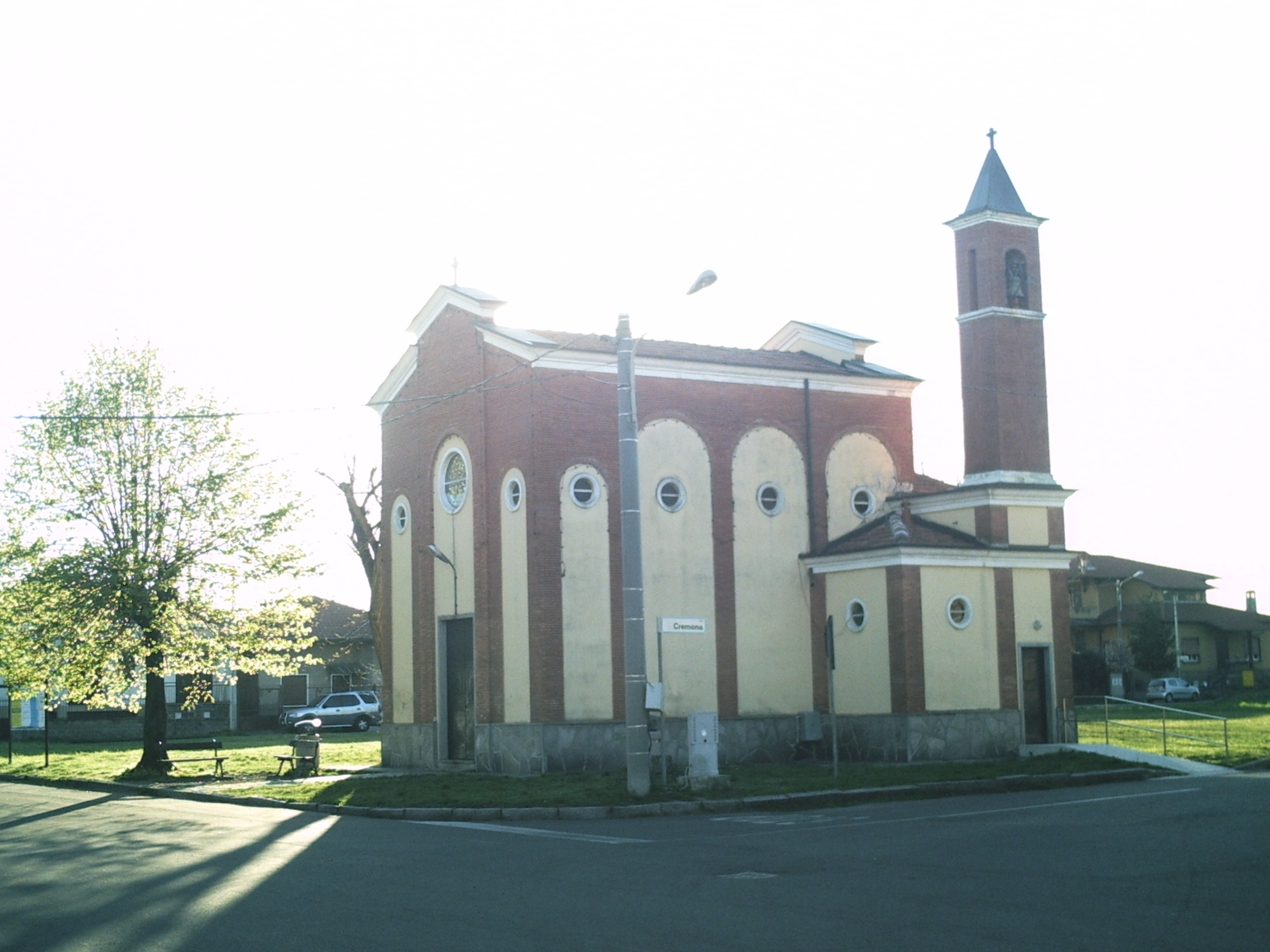